# Mihai Belu

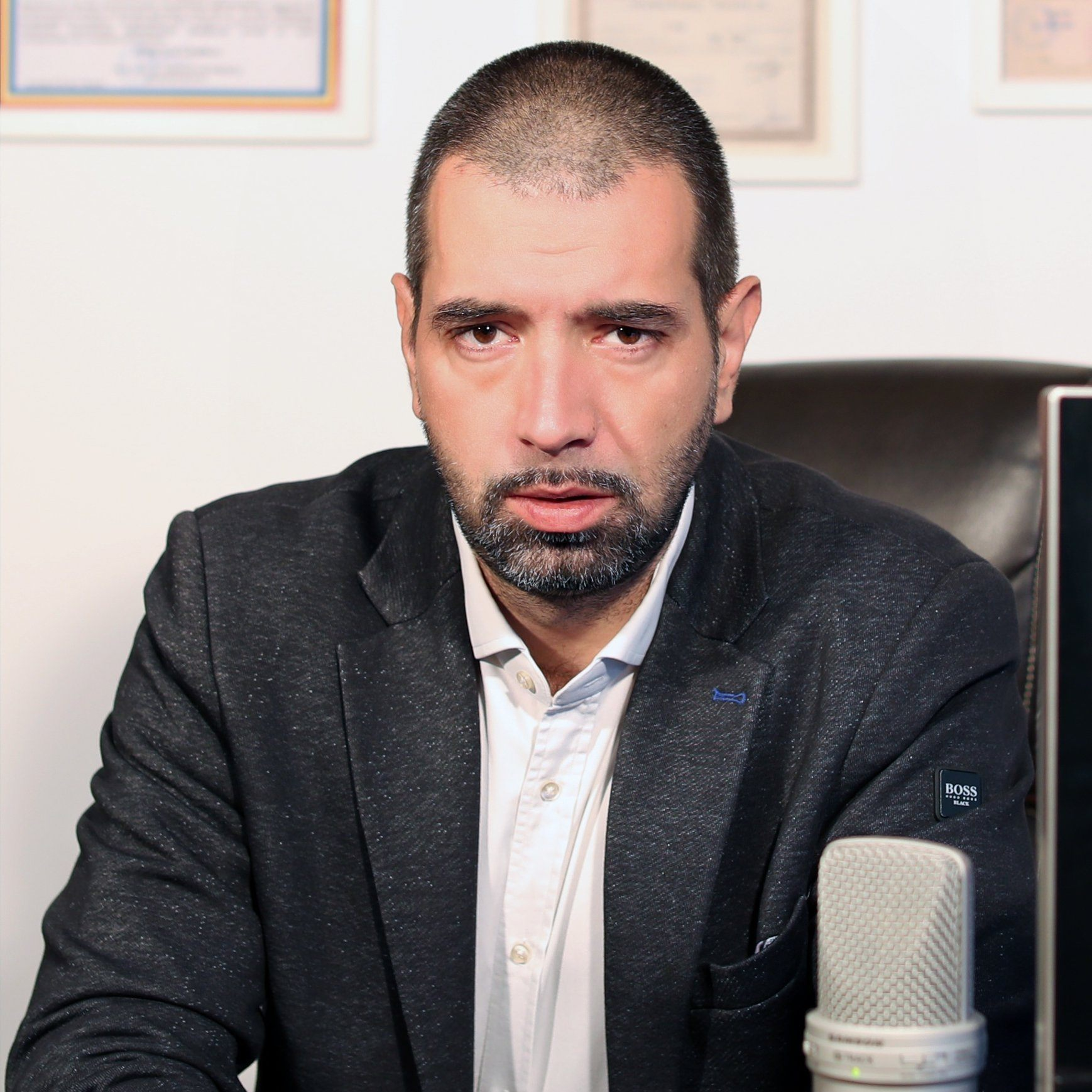
Mihai Belu - jurnalist

Mihai Belu (n. 19 iulie 1979, Craiova, România) este un jurnalist român redactor șef al publicației Lumea Politică și realizator al emisiunii „Pe bani publici” la postul de televiziune Realitatea Plus. Specializat în investigații, justiție și afaceri interne, Mihai Belu este o prezență constantă în alte emisiuni TV în calitate de invitat.

## Biografie

### Studii
În 2004 termină Școala Superioară de Jurnalistică din București. În 2012 finalizează un program masteral în cadrul Universității Româno Americane cu specializarea în Dreptul Afacerilor, iar în 2016 un program masteral al Universității Politehnice București cu specializarea Tehnologii Multimedia pentru Producția de Conținut Audio-Vizual.
În 2021 urmează cursurile Harvard Office of The Vice Provost for Advances In Learning, iar în 2023 susține teza de doctorat la Școala Națională de Științe Politice și Administrative cu tema „Riscuri de securitate datorate noii paradigme de comunicare digitală”

### Activitate jurnalistică
Debutează în presă la televiziunea locală Tele U din Craiova pentru ca apoi să se mute la București unde lucrează o perioadă scurtă la Cronica Română. La începutul anilor 2000 face parte din echipa Radio Total care apoi se divide pentru a pune bazele primului radio național din România - Europa FM. Scrie pentru doi ani la Cotidianul unde realizează o serie de materiale legate de lumea interlopă și corupția din Ministerul de Interne. Activează pentru un an la Evenimentul Zilei condus de Cornel Nistorescu. 
La Curentul se specializează în materiale legate de achiziții publice și corupția din zona administrativă având contribuții importante în zona marilor dosare de corupție (Rafo Onești, Microsoft, Poșta Română, etc). Trece prin redacția Can Can pentru o perioadă scurtă. Este invitat în calitate de analist la televiziunile Realitatea Plus, B1TV, Antena 3, RTV. Lansează Lumea Politică, o publicație axată pe investigații politice și analiza afacerilor din zona administrativă. 
Din 2023 lansează din postura de prezentator emisiunea „Pe Bani Publici” la postul de televiziune Realitatea Plus. În toată activitatea a colaborat cu publicații din Marea Britanie (The Sun, Daily Mail, Mirror) la realizarea diferitelor materiale din România. În 2024 lansează Podcast-ul „Legende Urbane”. 